# Uroptychus fusimanus
Uroptychus fusimanus is een tienpotigensoort uit de familie van de Chirostylidae. De wetenschappelijke naam van de soort is voor het eerst geldig gepubliceerd in 1899 door Alcock & Anderson.